# Кинофантастика 1980-х годов
В 1980-х годах крупные кинокомпании, впечатлённые коммерческими успехами «Звёздных войн» и других проектов предшествующего десятилетия, начали активно стимулировать создание новой волны фантастических фильмов. Появление первых компаний, специализировавшихся на разработке спецэффектов, сделало возможным применение готового опыта в этой области не только режиссёрами-новаторами, но и крепкими ремесленниками, которым студии могли доверить постановку высокобюджетных фильмов. Происходит также дальнейшее стилистическое сближение американского и европейского кино — как за счёт несомненного всемирного коммерческого влияния Голливуда, так и за счёт того, что ряд успешных европейских режиссёров начинает работать в США.
Начало десятилетия ознаменовалось выходом таких знаковых фильмов, как эпические «Звёздные войны. Эпизод V. Империя наносит ответный удар» (The Empire Strikes Back, 1980) и «Звёздные войны. Эпизод VI. Возвращение джедая» (Return of the Jedi, 1983), спродюсированных Джорджем Лукасом, фантастико-лирическая драма «Инопланетянин» (E.T. the Extra-Terrestrial, 1982) в постановке Стивена Спилберга, новаторского футуристического триллера Ридли Скотта «Бегущий по лезвию» (Blade Runner, 1982), который стал одним из предтеч киберпанка в кинематографе.

## Фантастический «мейнстрим»
Стивен Спилберг становится одним из стержневых режиссёров десятилетия — он оказал огромное влияние на развитие фантастики как кинематографического художественного направления. Например, он вместе с Джорджем Лукасом разработал ряд эффектных приёмов построения сюжета фильма как последовательности нескольких каскадов аттракционов и с огромным успехом применил эти приёмы при съёмке знаменитой фантастико-приключенческой трилогии об Индиане Джонсе — «Искатели потерянного ковчега» (1981), «Индиана Джонс и храм судьбы» (1984) и «Индиана Джонс и последний крестовый поход» (1989). Важнейшим фантастическим фильмом 1980-х становится его «Инопланетянин» (1982), в котором соединились мотивы семейной комедии, научно-фантастического триллера и религиозной мистерии. Фильм о добром инопланетном существе, отставшем на Земле от своего корабля, получился настолько живым и тёплым, что зрители возвращались к нему снова и снова; фильм несколько раз повторно выпускался на экраны и много лет оставался абсолютным мировым рекордсменом по кассовым сборам.
Значителен также вклад, сделанный в фантастический кинематограф в 1980-е годы Ридли Скоттом. Прежде всего, поставленный им фильм «Бегущий по лезвию» (1982), вольная экранизация романа Филипа Дика «Мечтают ли андроиды об электроовцах?», стал одним из наиболее влиятельных фильмов за всю историю жанра. Философски заострённая история о том, как неотличимые от людей роботы-репликанты пытаются добиться от своего создателя-человека ответа на вопрос о причинах неизбежности их смерти, зеркально отражает отношения самого человека и Бога-Создателя. Главный герой фильма, охотник на роботов Рик Декард (Харрисон Форд), уничтожает репликантов-бунтарей одного за другим, при этом постепенно теряя ощущение правоты своего дела. Ярко показанный в фильме умирающий футуристический сверхиндустриальный Лос-Анджелес стал первым визуальным воплощением высокотехнологического будущего из появившихся вскоре после выхода фильма (и во многом под его влиянием) киберпанковских романов. В прокатной версии фильм заканчивался хэппи-эндом; вышедшая через несколько лет режиссёрская версия была более жёсткой и последовательной, а также давала зрителю ясные указания на то, что Рик Декард и сам является репликантом с искусственно созданной памятью.
Следующей работой Ридли Скотта стал фильм-фэнтези «Легенда» (1985), решённый в изысканном и возвышенном стиле, однако лишённый острой парадоксальности предыдущих работ режиссёра. Повелитель Тьмы стремится уничтожить последних оставшихся в мире единорогов, чтобы ничто не могло предотвратить окончательную победу Тьмы над Светом. Принцесса Лили становится невольной причиной гибели одного из единорогов и попадает под власть Повелителя Тьмы, но сохраняет силу сопротивляться ему и свободу воли. Выручать её и спасать мир отправляется вместе с магическими существами простой лесной парень Джек (ранняя роль Тома Круза). Благодаря поэтической возвышенности фильм стал важной вехой в жанровом кино.
Особняком стоят ряду фантастических фильмов работы Терри Гиллиама, который на протяжении 1980-х поставил три фильма. «Бандиты времени» (1981) были скетчевой по сюжетной структуре комедийной притчей о мальчике, родители которого полностью поглощены меркантильными интересами. Однажды в его спальне появляется группа странных карликов, которые, как выясняется, украли у Высшего Существа карту потайных ходов в пространстве и времени и решили на этом поднажиться. Вместе с карликами мальчик попадает в самые разные эпохи, постепенно осознавая смысл и значение Добра в его противостоянии со Злом. Сценарий фильма грешит не всегда оправданными излишествами, однако благодаря оригинальному визуальному стилистическому решению фильма и яркому «монтипайтоновскому» юмору со временем картина обрела свой круг поклонников.
Главным фильмом десятилетия для Гиллиама стала философско-сатирическая антиутопия «Бразилия» (1985), действие которой происходит в условной стране с военно-бюрократическим репрессивным режимом, с которым борется террористическое подполье. Центральный персонаж — чиновник Сэм Лаури (Джонатан Прайс), который получает задание исправить ошибку системы, из-за которой погиб невинный человек, в то же время настаивая на том, что система на ошибки не способна. В то же время Лаури наблюдает «несуществующие» ошибки повсюду, многие из них касаются его непосредственно. Пытаясь действовать в полном соответствии с инструкциями, Лаури постоянно вынужден их нарушать, чтобы добиться хоть какого-то результата. Но система вовсе не настроена на результат, и поэтому она начинает воспринимать Лаури как своего врага. Ситуация ещё более усложняется, когда Лаури влюбляется в девушку, которую разыскивают как террористку… В фильме была создана уникальная по выразительности художественная среда, сочетающая внешний пафос и внутреннюю убогость, прогрессивную риторику и фактическую деградацию, среда, в которой узнаются характерные черты большинства репрессивно-бюрократических систем XX века — как существовавших реально (в Британской империи, Третьем рейхе, СССР), так и вымышленных (Ангсоц). Особое значение приобретают данные в фильме ясные указания на то, что жёсткая система враждебна не только отдельному человеку, но и самой себе. После выхода фильма он был удостоен нескольких важных наград и неоднократно включался в авторитетные списки наиболее влиятельных британских фильмов XX столетия и наиболее значительных научно-фантастических фильмов.
Следующий фильм Гиллиама «Приключения барона Мюнхгаузена» (1988) — крупнобюджетная яркая притча по мотивам книги Распэ о фантастических приключениях барона Мюнхгаузена. Режиссёр сделал центральной темой противостояние приземлённого прагматизма и свободного полёта фантазии, фактически же — противостояния смерти и творчества. Несмотря на ясность авторского языка и великолепную визуализацию, фильм публикой не был оценён по достоинству и провалился в прокате.
Важным кинематографическим событием стала поставленная Дэвидом Линчем экранизация чрезвычайно влиятельного одноимённого романа Фрэнка Герберта «Дюна» (1984). Фильм по роману, движение сюжета которого в значительной степени основано не на внешней сюжетной динамике, а на размышлениях персонажей и их внутренней эволюции, был решён в экспрессивном визуальном ключе и при этом сохранил основные сюжетные мотивы: в отдалённом будущем дворянские роды галактической Империи сталкиваются в борьбе за Пряность — вещество, которое, по сути, обеспечивает связность и управляемость Империи: оно изменяет сознание принимающих его, создавая возможность межзвёздной навигации. Главный герой, молодой Пол Атридес (Кайл Маклахлен), сам того поначалу не зная, является итогом реализации тайной многовековой генетической программы по созданию человека с выдающимися прогностическими способностями. По логике ситуации, он выходит из под контроля тех, кто вёл эту генетическую программу, и начинает собственную игру с реальностью, постепенно вовлекая в неё всю Вселенную. Многоплановость романного материала не дала возможность реализовать на экране всю сложность первоисточника, однако фильм, тем не менее, определённо оказался далеко за рамками жанрового кино (хотя и сохранил многие его атрибуты).
Общепризнанным считается вклад в кинофантастику Джона Карпентера, который в 1980-х годах поставил несколько принципиально важных для развития жанра фильмов. Режиссёрская манера Карпентара парадоксально сочетает приёмы трэш-кинематографа и арт-хауза, независимого и студийного коммерческого кино. В «атмосферных» мистических триллерах фильмах «Туман» (1980) и «Князь Тьмы» (1987) постановщик широко пользовался приёмами фильмов ужасов 1970—80-х годов. Поставленная им экранизация повести Стивена Кинга «Кристина» (1983) получилась добротной, но, вероятно, наименее выразительной из его работ этого десятилетия. «Большой переполох в Маленьком Китае» (1986) снят с великолепной техничностью и блестящим чёрным юмором. Однако самыми значительными работами Карпентера в это время стали научно-фантастические фильмы.
«Побег из Нью-Йорка» (1981) стал одной из наиболее оригинальных антиутопий 1980-х годов. По сюжету фильма, к 1997 году бурный рост преступности вынудил правительство США изолировать Манхэттен и превратить его в одну огромную зону, куда для отбытия пожизненного заключения ссылаются преступники. На острове всем заправляют крупные бандитские шайки, там царят «законы джунглей». К Манхэттену приговорён и Змей Плискин (Курт Рассел) — бывший солдат элитного подразделения. Однако перед тем, как Змея должны отправить на остров, туда падает потерпевший аварию самолёт Президента США. И если Плисскену удастся спасти Президента, его могут амнистировать…
Одной из наиболее цельных и выразительных работ Карпентера является крупнобюджетный блокбастер «Нечто» (1982), экранизация классической повести Джона Кэмпбелла «Кто ты?». Действие фильма разворачивается на антарктической полярной станции, неподалёку от которой обнаружен вмёрзший в лёд инопланетный корабль. Выживший во льду инопланетянин способен «заражать» собой живые существа и имитировать их внешний вид и поведение. Полярники слишком поздно осознают опасность и перед ними встаёт задача определить, кто из их друзей остался человеком, а кто стал чудовищем, которое способно в течение пары месяцев уничтожить всю цивилизацию Земли.
Несколько особняком среди работ Карпентера стоит лирический «Человек со звезды» (1984), в основе сюжета которого прибытие на Землю мирно настроенного инопланетянина. Американская ПВО сбивает звездолёт, который падает неподалёку от дома женщины, которая недавно похоронила мужа. Выживший в катастрофе «человек со звезды» с её помощью пробирается к месту, откуда его должны забрать с Земли, в то время как военные пытаются любой ценой захватить его.
В саркастической антиутопии «Чужие среди нас» (1988) Америка исподволь захвачена пришельцами, которые маскируются под обычных землян и посредством телевидения зомбируют их, подавляя способность видеть реальность такой, как она есть.
Среди кинорежиссёров, творческий почерк которых вполне сложился к началу десятилетия, большое внимание уделял фантастике
Дэвид Кроненберг. Среди его работ были и авторские проекты, которые он не считал нужным адаптировать под вкусы массовой аудитории — такие, как «Сканнеры» (1981) и «Видеодром» (1983), — и блокбастеры, снятые по заказам крупных студий — «Мёртвая зона» (1983) и «Муха» (1986). Кроненберг сумел в обеих «ипостасях» проявить себя ярким художником. Если в «Видеодроме» он был бескомпромиссно жёсток, буквально обнажая нутро своего персонажа (его сыграл Джеймс Вудс) и с его помощью со скрупулёзной дотошностью исследуя «изнанку» нравственности современного социума, то высокобюджетные «Мёртвая зона» (снятая по одноимённому роману Стивена Кинга с Кристофером Уокеном в главной роли) и «Муха» (ремейк одноимённого фильма 1958 года, в главных ролях снялись Джефф Голдблюм и Джина Дэвис) концентрировались на трагедии персонажей, которые из-за невольно приобретённых ими страшных и опасных способностей становились изгоями для остального человечества, однако продолжали, несмотря на свою «чудовищность», проявлять человеческие качества.

## Новые режиссёрские имена
К середине 1980-х укрепили свои позиции режиссёры следующего поколения, которых успехи более опытных предшественников вдохновили на освоение новых возможностей в области художественной формы и внешней выразительности. Наиболее принципиальными фигурами этого поколения стали Джеймс Кэмерон, Джо Данте и Роберт Земекис.
Джеймс Кэмерон добился широкого признания после выхода на экраны впечатляющего фантастического боевика «Терминатор» (The Terminator, 1984), за которым последовали ещё более масштабные фильмы «Чужие» (1986) и «Бездна» (1989). Работы Кэмерона отличают сосредоточенность на ярких и сильных персонажах, остром и масштабном сюжетном конфликте, обычно имеющим социально-философский подтекст, и новаторский подход к используемым изобразительным средствам. В «Терминаторе» были использованы одновременно несколько распространённых в научной фантастике концепций — парадокс предопределённости, вмешательство в прошлое, противостояние человеческого и искусственного интеллекта, конфликт творения со своим творцом. На этом материале Кэмерон построил впечатляющую метафору современной цивилизации, зависимость которой от созданных ею машин неизбежно приведёт к конфликту человека с техникой. Сыгранная в этом фильме неизвестным тогда Арнольдом Шварценеггером роль главного злодея Терминатора стала одной из наиболее значительных в его кинематографической карьере и практически обеспечила ему «звёздный» актёрский статус.
Первый серьёзный успех в кинофантастике Джо Данте заслужил ироническим фильмом ужасов «Вой» (The Howling, 1981), который весьма показательно совпал по времени выхода, по теме и даже по интонации с фильмом Джона Лэндиса «Американский оборотень в Лондоне» (An American Werewolf in London, 1981). В том же ироническом ключе, с поправкой на куда более серьёзный бюджет, Данте поставил рождественскую комедию ужасов «Гремлины» (Gremlins, 1984), а затем научно-фантастическую комедию «Внутреннее пространство» (Innerspace, 1987).
Одним из крупнейших достижений голливудской кинофантастики 80-х стала фантастическая комедия Роберта Земекиса «Назад в будущее» (Back to the Future, 1985) и два её продолжения. В 1988 году Земекис выпустил ещё один новаторский фильм — анимационно-игровую постановку «Кто подставил кролика Роджера» (Who Framed Roger Rabbit), в которой анимационные персонажи полноценно взаимодействовали в кадре с живыми актёрами.
Комедиограф Айван Райтман в 1984 году выпустил фантастико-сатирическую комедию «Охотники за привидениями» (Ghostbusters), в которой вполне серьёзная тема «конца времён» забавно сочеталась с высмеиванием штампов мистической фантастики и комиксов, а в финале спасение человечеству принесла тотальная подчинённость массового сознания навязчивым рекламным образам. В 1989 году вышло продолжение этого фильма (Ghostbusters II), сюжетно более рыхлое и менее масштабное, несмотря на язвительную попытку в качестве «образа спасения» от зла использовать Статую Свободы.
Дебютировавший в конце 1970-х как комедийный режиссёр Рон Ховард в 1980-х годах расширил свой жанровый репертуар, сняв сначала фантастическую комедию «Всплеск» (Splash, 1984) о найденной на берегу русалке, а следом — «Кокон» (Cocoon, 1985), одну из самых пронзительных социально-лирических научно-фантастических драм десятилетия. Фильм повествует об обитателях прибрежного дома престарелых (их роли сыграли знаменитые актёры-ветераны Уилфорд Бримли, Хьюм Кронин, Дон Амичи, Джессика Тэнди и другие) нечаянно вступают в контакт с инопланетной спасательной экспедицией, которая должна эвакуировать с Земли находящийся в сохраняющих коконах экипаж звездолёта, потерпевшего крушение в океане несколько сотен лет назад. Получив предложение улететь с пришельцами и получить вечную жизнь, они с тяжёлым сердцем оставляют Землю, где старики почти всегда воспринимаются обществом как обуза. Мастерски и с большим чувством поставленный фильм пользовался заслуженной и долговременной популярностью (он также получил две премии «Оскар» — за спецэффекты и лучшую мужскую роль второго плана). Вышедшее три года спустя продолжение, «Кокон: Возвращение» (Cocoon: The Return, 1988), поставленное Дэниелом Петри, несмотря на сохранение практически того же актёрского состава, не смогло даже приблизиться к щемяще-трагичной интонации первого фильма.
Режиссёр Джон Мактирнан дебютировал в 1986 году фантастическим триллером «Бродяги» (Nomads), а в следующем году вышел поставленный им масштабный боевик «Хищник» (Predator, 1987) с Арнольдом Шварценеггером в главной роли. Фильм пользовался значительным успехом, стал основой достаточно успешной фантастической франшизы и создал Джону Мактирнану репутацию надёжного постановщика жанровых боевиков.
Заметным явлением в кинофантастике этого периода стали фильмы немецкого режиссёра Вольфганга Петерсена. «Бесконечная история» (Die Unendliche Geschichte, 1984), экранизация быстро ставшего классическим детского сказочно-философского романа Михаэля Энде, мгновенно завоевала международное признание и вывела направление кинофэнтези на совершенно новый визуальный уровень. Следующим фильмом Петерсена стала научно-фантастическая драма «Враг мой» (Enemy Mine, 1985). Поставленная по мотивам одноимённой повести Барри Лонгиера, она оказалась менее удачной — возможно, потому, что чисто притчевая сюжетная ситуация первоисточника была сценаристом несколько расширена и перестала быть органичной. По сюжету, во время космической войны землян с ящерами-драконидами, которая возникла из-за неспособности цивилизаций понять ценности друг друга, два одноместных истребителя, земной и драконианский, терпят крушение на необитаемой планете. Пилоты остаются в живых и для того, чтобы выжить, вынуждены сосуществовать, постепенно всё лучше узнавая друг друга. Выход фильма знаменательно совпал с фактическим окончанием «холодной войны», а особенности постановки сделали фильм культовым (правда, в основном, среди любителей фантастики).
Чрезвычайно важным в контексте жанрового кинематографа оказалось обращение к фантастике Пауля Верхувена, имевшего к тому времени пятнадцатилетний опыт постановки психологических и социально-проблемных фильмов в Европе. После переезда из Нидерландов в Голливуд он поставил фантастический блокбастер «Робокоп» (RoboCop, 1987), который стал феноменально популярен и вызвал к жизни несколько продолжений и телевизионный сериал. В фильме интересно сочетались черты философской драмы, жёсткого боевика и злой сатиры, направленной против безудержного роста влияния крупных корпораций, их сращивания с организованной преступностью и настойчивых попыток подменить собой государство. Успешный дебют Верхувена в крупнобюджетной фантастике открыл перед ним возможности для постановки в следующем десятилетии нескольких фильмов, значение которых определённо выходит за рамки жанра.
На конец 1980-х годов приходятся первые полнометражные постановки Тима Бёртона, которого уже через несколько лет начнут называть одним из заметнейших визионеров современного американского кинематографа. Полнометражным дебютом в кинофантастике для Бёртона стал фильм «Битлджус» (Beetle Juice, 1988) — «чёрная комедия» о молодой семье, которая погибла в автокатастрофе и пытается обжиться в загробном мире и «освоиться» со своей смертью. Фильм, несмотря на подчёркнутое отсутствие дорогих спецэффектов (Бёртон намеренно старался сделать всё так, чтобы «чудеса» не выглядели слишком серьёзно и напоминали скорее о дешёвых эффектах малобюджетной жанровой классики), фильм получил отличную прессу и создал режиссёру репутацию многообещающего постановщика. Эта репутация послужила для него отличной стартовой площадкой к по-настоящему крупным бюджетам — уже в следующем году на экраны выходит его «Бэтмен» (Batman), ставший самой кассовой картиной 1989 года и давший мощный импульс для волны масштабных экранизаций классических комиксов.

## Кинофэнтези
Важным новым направлением в кинофантастике 1980-х стали фильмы жанра фэнтези. Одним из первых прорывов этого рода стал фильм Джона Бурмана «Экскалибур» (Excalibur, 1981), довольно верно перенёсший на экран существенные сюжетные мотивы и, что даже более важно, дух классической литературной Артурианы — от рождения Артура Пендрагона до его гибели в битве с Мордредом, судьбу Мерлина, историю с мечом в камне, основание Круглого Стола, поиск Грааля, трагическую любовь Ланселота и Гвиневеры, появление Персиваля, козни Морганы и многое другое. Многие визуальные находки этого фильма (который был кандидатом на премию «Оскар» за лучшую операторскую работу и получил приз за особые художественные достоинства на Каннском кинофестивале) стали классическими, а режиссёрский подход Бурмана, сознательно вернувшего к глубокой трагичности сюжет легенды, упрощённой многими адаптациями до детской «сказочности», оказал заметное влияние на всё последующее направление мифологической фэнтези.
Тема была продолжена фильмом Джона Милиуса «Конан-варвар» (Conan the Barbarian, 1982). Экранизация произведений Роберта Говарда о могучем варваре Конане из Киммерии во многом задала визуальные и интонационные стандарты этого направления; классикой жанра стала титульная роль, исполненная Арнольдом Шварценеггером. Успех фильма был поддержан прямым продолжением «Конан-разрушитель» (Conan the Destroyer, 1984) и ассоциативно связанным с циклом фильмом «Рыжая Соня» (Red Sonya, 1985), действие которого происходит в той же мифологической Киммерии, но сюжетно формально не связано с фильмами о Конане.
Направление было поддержано визуально интересным, но сюжетно не вполне убедительным фильмом Питера Йейтса «Крулл» (Krull, 1983). Другое направление, более сдержанное изобразительно, обозначила романтическая притча Ричарда Доннера «Леди-ястреб» (Ladyhawke, 1985), действие которой отнесено в условное, но вполне узнаваемое европейское средневековье. Практически вся магия в фильме оставлена за кадром, а основной упор сделан на выразительность характеров и нетривиальные отношения персонажей друг с другом. Культовой классикой стала британская картина Джима Хенсона «Лабиринт» (Labyrinth, 1986) — музыкальная сказочная фантазия о девушке, которая неосторожно отдала своего маленького брата в руки Короля Гоблинов и теперь должна пройти через ряд испытаний, чтобы вызволить малыша. К «визуально-романтической» ветви кинофэнтези можно отнести упоминавшуюся выше «Легенду» Ридли Скотта (Legend, 1985).
Фильм Расселла Малкэхи «Горец» (Highlander, 1986) стал одной из самых впечатляющих удач фантастического кинематографа 1980-х годов. Внешне несложная история о бессмертных воинах, которые борются друг с другом за овладение таинственной Наградой (формой всемогущества), внезапно приобрела характер глубокой философско-лирической притчи о человечестве, которое столетиями движется сквозь войны и кровь к познанию неведомой цели. Чрезвычайно удачный фильм вызвал целый ряд чисто коммерческих продолжений, ни одно из которых не смогло даже приблизиться к его художественной завершённости.
Ещё одним значительным фильмом этого направления стал «Уиллоу» (Willow, 1988) Рона Ховарда, продюсером которого стал Джордж Лукас. Фильм задал совершенно новые стандарты изображения фэнтезийного мира и его магии, именно для его съёмок была разработана технология морфирования изображений, позже широко применявшаяся в кино и послужившая основой для решительного развития спецэффектов в следующем десятилетии.

## Пост-апокалиптическая фантастика
«Пост-апокалипсис» стал в 1980-х годах существенной частью низкобюджетной и среднебюджетной кинофантастики. В основном это произошло благодаря успеху фильма Джорджа Миллера «Безумный Макс 2: Воин дорог» (Mad Max 2: The Road Warrior, 1981), который не только великолепно показал возможности этого направления, но и сделал исполнителя главной роли Мела Гибсона звездой мировой величины. Лаконичность и выразительность образов, столкновение гуманистических этических принципов героев с очевидной необходимостью пренебрегать ими в борьбе за выживание, сочетание трагичности и юмора создали чрезвычайно благоприятную почву для зрелищной притчи о взаимоотношениях одиночки и человеческих сообществ. Снятое четырьмя годами позже продолжение этого фильма «Безумный Макс 3: Под Куполом Грома» (Mad Max Beyond Thunderdome, 1985) во многом повторяло приёмы «Воина дороги», мало что к ним добавляя. Ещё менее значителен оказался вклад и других фильмов, снятых примерно в том же ключе, но с гораздо яснее выраженным «трешевой» интонацией — «Красный рассвет» (Red Dawn, 1984) Джона Милиуса, «Ночь кометы» (Night of the Comet, 1984) Тома Эберхардта, «Стальной рассвет» (Steel Dawn, 1987) Лэнса Хула, «Полководцы» (Warlords, 1988) Фреда Олена Рэя, «Киборг» (Cyborg, 1989) Альберта Пьюна, «Кровь героев» (The Blood of Heroes, 1989) Дэвида Пиплза. Тема также широко эксплуатировалась коммерческим кинематографом в последующие десятилетия.
Особый интерес представляет примыкающий к этой тематике фильм молодого Люка Бессона «Последняя битва» (Le dernier combat, 1983), действие которого разворачивается в мире, где люди утратили возможность словесного общения.

## Развитие жанра фантастических ужасов в 1980-х
К началу 1980-х годов жанр фильмов ужасов оказался почти совершенно маргинализирован, значительные фильмы в нём появлялись крайне редко. Тем примечательнее то, что в этом десятилетии появились несколько примечательных постановок, значение которых выходило далеко за рамки жанрового интереса.
Фильм Тони Скотта «Голод» (The Hunger, 1983), поставленный но нетривиальному одноимённому роману Уитли Стрибера, стал одним из самых мощных режиссёрских дебютов 80-х годов. Сюжет философской драмы разворачивается в наше время в Нью-Йорке, где обосновалась древняя вампирша Мириам, вероятно, последняя представительница своего вида. Страдая от одиночества, она создаёт себе «спутников», заражая вампиризмом обычных людей. Проблема заключается в том, что такие «обращённые» живут долго, но не вечно, как она сама, однажды они начинают стремительно стареть и терять жизненные силы. Именно это происходит с её другом, аристократом Джоном. В поисках выхода он обращается к доктору Саре Робертс, исследования которой, кажется, могут помочь ему справиться со стремительным старением… Актёрский ансамбль Катрин Денёв, Дэвида Боуи и Сьюзан Сарандон и тщательная режиссура Скотта делают этот фильм безусловным явлением кинематографического искусства.
Фильм Уэса Крейвена «Кошмар на улице Вязов» (A Nightmare on Elm Street, 1984) создал одну из наиболее значимых икон кинематографа 80-х — образ Фредди Крюгера, маньяка-убийцы, который настигает свои жертвы, захватывая их подсознание и убивая их в их же собственных снах. Распространено мнение, что образ Крюгера символизирует подростковый страх взросления, поэтому значительная часть его жертв — тинейджеры. Яркая метафора войны молодых людей с собственным тёмным подсознанием была решена как впечатляющий слэшер с мистическим оттенком. Сыгравший Крюгера актёр Роберт Инглунд стал после этого фильма одним из наиболее востребованных актёров в жанровых фильмах ужасов; фильм также послужил основой для целого ряда продолжений, среди которых были как трэшевые поделки, так и более-менее удачные попытки развить тему первого фильма в философско-метафорическом ключе.
Среди других фильмов этого периода, послуживших основой для создания франшиз, следует упомянуть авторский философско-мистический триллер Клайва Баркера «Восставший из ада» (Hellraiser, 1987). Эту работу отличают бескомпромиссное изобразительное решение и ясно выдержанная и весьма жёсткая эстетическая концепция, во многом определившая долговременный успех этой картины. Сюжет фильма вращается вокруг кубика-головоломки, решив которую человек может установить связь с Адом и вызвать сенобитов — демонов боли. Такого человека ждёт мучительная смерть, которая, однако, оказывается обратимой при определённых условиях. Появление сбежавшего из Ада становится испытанием для его близких… При этом фильм не столько рационально решает философские и этические вопросы, сколько оперирует эмоционально окрашенными образами, воздействуя скорее на подсознание зрителя.
Гораздо более рационалистичным и социально «заточенным» оказался фильм Джорджа Миллера «Иствикские ведьмы» (The Witches of Eastwick, 1987), вольная экранизация одноимённого романа Джона Апдайка. Его героини — три женщины с неустроенной личной жизнью, живущие в провинциальном городке (Мишель Пфайффер, Шер и Сьюзан Сарандон), — становятся подругами таинственного приезжего миллионера, который поселился в давно заброшенной старой усадьбе (Джек Николсон). Знакомство с ним даёт всем троим ощущение свободы и успеха (и некоторые магические возможности), и такое изменение с большим трудом могут перенести соседи новоявленных «ведьм». Осознав, что их приятель — сам Князь Тьмы, подруги решают изгнать его, используя свои новые способности, но не теряя при этом нового для них ощущения свободы.
В отдельное и довольно популярное направление оформился и жанр пародийного фильма ужасов — произошло это во многом благодаря появлению в 1981 году малобюджетного фильма Сэма Рэйми «Зловещие мертвецы» (The Evil Dead), который быстро обрёл большую армию поклонников из-за характерной иронической интонации, демонстративному пренебрежению «законами жанра» и харизматичному исполнению Брюсом Кэмпбеллом главной роли Эша — обычного парня, вынужденного сражаться с оживающими и демонически мутирующими мертвецами. Фильм пользовался таким успехом, что в 1987 году Рэйми поставил «Зловещих мертвецов 2» (Evil Dead II) — не столько продолжение, сколько ремейк первого фильма, поставленный на заметно большем бюджете и с куда большим размахом. Поскольку ему удалось сохранить (и даже сделать более ярким) весёлый цинизм первого фильма, продолжение стало не менее популярным и значительно укрепило режиссёрский авторитет Рэйми, а Брюса Кэмпбелла сделало практически культовой фигурой в жанровом кино. Дилогия оказала несомненное влияние на режиссёрское становление Питера Джексона, дебютный фильм которого «Дурной вкус» (Bad Taste, 1987) был сделан в очень похожей пародийно-циничной трэшевой интонации.

## Советская кинофантастика
- «Звёздный инспектор» (1980)
- «Через тернии к звёздам» (1981)
- «Тайна Третьей планеты» (1981)
- «Сказка странствий» (1983)
- «Уникум» (1983)
- «Шанс» (1984)
- «Семь стихий» (1984)
- «Лунная радуга» (1984)
- «Гостья из будущего»
- «Лиловый шар»
- «Остров ржавого генерала»
- «День гнева» (1985)
- «Кин-дза-дза!» (1986)
- «Выше Радуги» (1986)
- «Письма мёртвого человека» (1986)
- «Конец вечности» (1987)
- «Зеркало для героя» (1987)
- «Убить дракона» (1988)
- «Остров погибших кораблей» (1988)
- «Районные соревнования по домино»[источник не указан 3934 дня]
- «Родимое пятно»[источник не указан 3934 дня]

## Другие важные фильмы 1980-х
- «Филадельфийский эксперимент» (The Philadelphia Experiment, 1984)
- «Хищник» (Predator, 1987)
- «Робокоп» (Robocop, 1987)